# Złotnicka biała

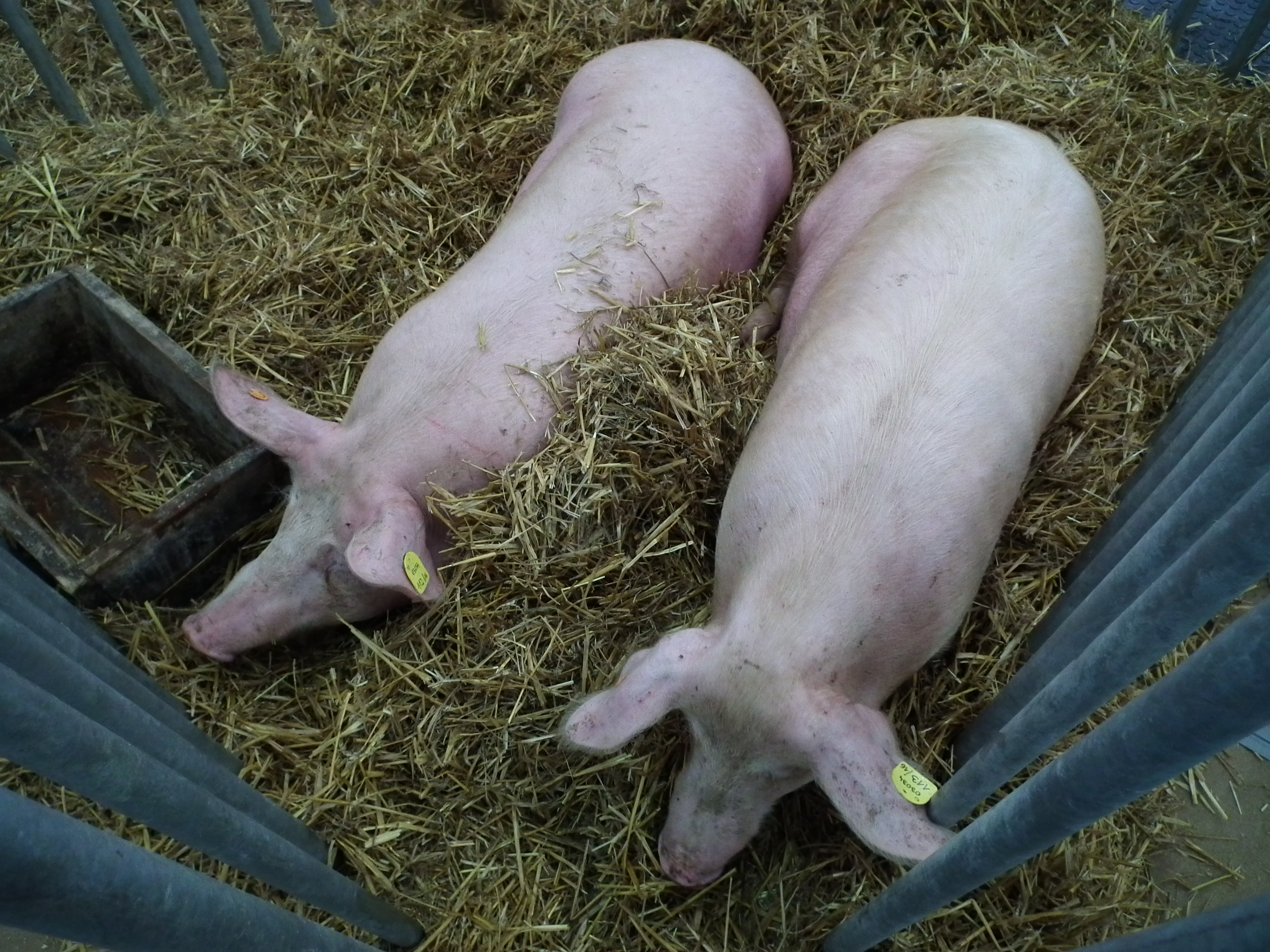
Całość

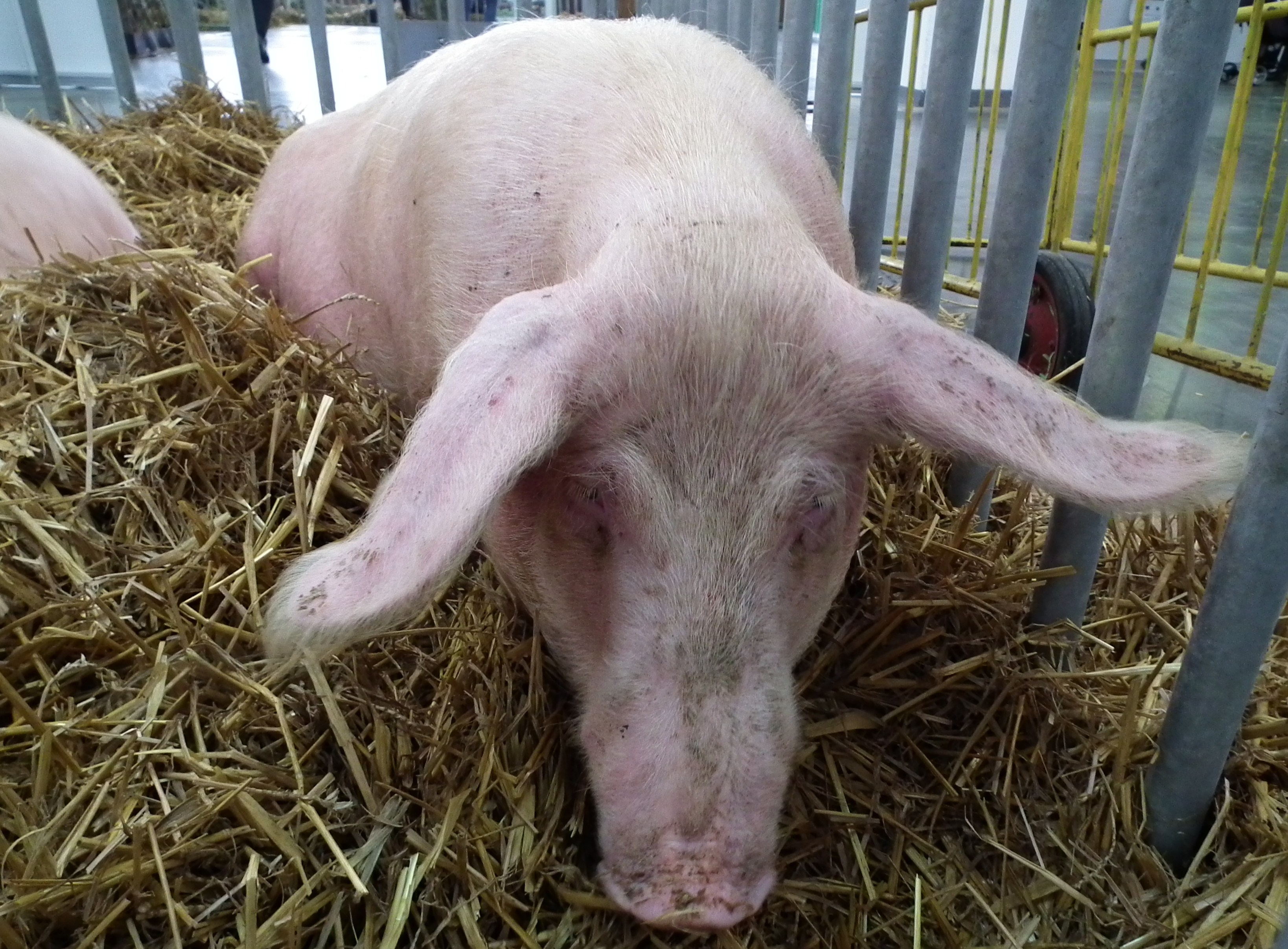
Głowa

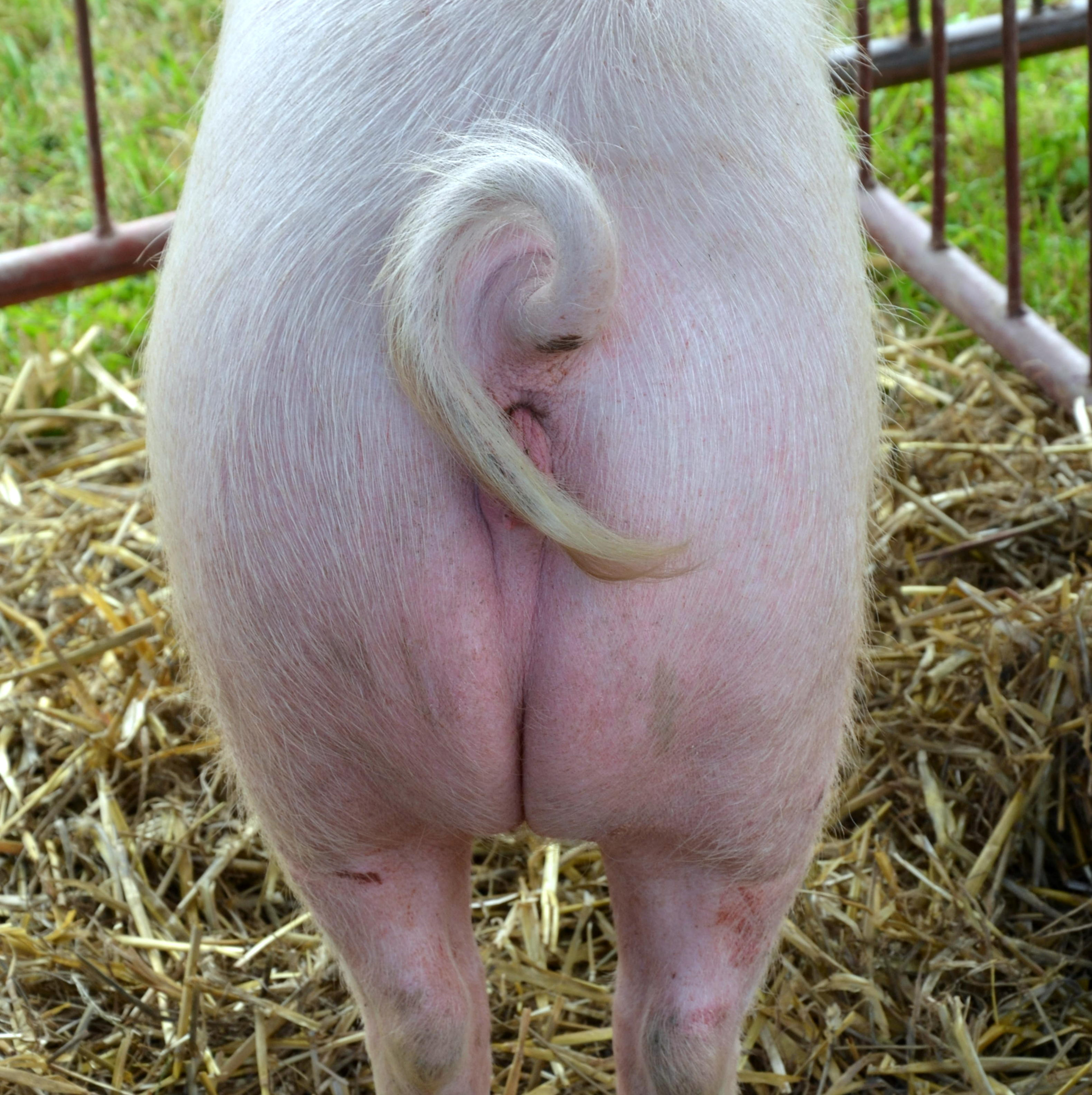
Zad

Złotnicka biała – polska rasa świni domowej.

## Historia
Zarówno rasa złotnicka biała, jak i pstra powstały w latach 1946–1949 na terenie województwa olsztyńskiego, za sprawą prac doświadczalnych prowadzonych przez prof. Stefana Alexandrowicza. Uniwersytet Poznański zakupił wtedy pięć knurów i 18 loch przywiezionych przez przesiedleńców z okolic Wilna i Nowogródka na Warmię (okolice Lidzbarka Warmińskiego), a będącymi mieszańcami prymitywnych świń długouchych oraz krótkouchych i możliwą domieszką krwi świń wielkich białych angielskich. Świnie te umieszczono (po krótkim pobycie w zakładzie w Pawłowicach) w Rolniczym Zakładzie Doświadczalnym w Złotnikach koło Poznania. W wyjściowej populacji przeważały osobniki umaszczone łaciato, czarno-biało lub biało, rzadziej występowały czarne, szare, rude lub pręgowane. W wyniku dalszych kojarzeń oraz selekcji materiału zwierzęcego wyhodowano dwie odmiany świń złotnickich: białą (mięsną) i pstrą (mięsno-słoninową). W 1962 obie odmiany uznano za odrębne rasy. Otwarto wtedy dla nich księgi zwierząt hodowlanych.
Świnie rasy białej doskonalono w Złotnikach oraz w RZD w Przybrodzie. Celem lepszej produkcji bekonu zastosowano jednorazowy dolew krwi rasy Landrace (Szwecja). Oprócz Złotnik i Przybrody świnie te hodowano też w Sielinku pod Opalenicą i w Michałowie (Dolny Śląsk). W 1999 największe stado powstało ponownie w Złotnikach (około sto loch).

## Wzorzec rasy
Wzorzec historycznie ukształtowany:
- maść białą z dopuszczalnymi małymi, czarnymi łatkami,
- głowa mała,
- ryj średnio długi i prosty,
- uszy pochylone ku przodowi, średniej wielkości,
- tułów długi, trapezoidalny, coraz węższy ku przodowi,
- zad dobrze wypełniony,
- kończyny wysokie,
- 12 sutków u loch z dopuszczalną asymetrią jednego sutka,
- lochy troskliwe dla prosiąt, opiekuńcze, knury z poprawnym libido,
- masa ciała lochy: 200–250 kg,
- masa ciała knura: 250–300 kg[2].

Świnie typowo mięsne, późno dojrzewające. Liczba prosiąt w miocie od 9 do 12 sztuk. Świnie tej rasy wykazują średnio szybkie tempo wzrostu. Nadają się dobrze do intensywnego chowu. Nie mają większych wymagań paszowych. Są odporne na specyficzne czynniki chorobotwórcze. Mięso o marmurkowej tkance mięśniowej, jest przydatne do wytwarzania regionalnych produktów mięsnych.

## Kulinaria
Mięso pochodzące od świń złotnickich (białych i pstrych) wpisano 12 maja 2006 na Listę produktów tradycyjnych (prowadzoną przez Ministra Rolnictwa i Rozwoju Wsi) w kategorii „Produkty mięsne” w woj. wielkopolskim pod nazwą „wielkopolska wieprzowina złotnicka”.